# Juicio a Pedro Castillo
El juicio a Pedro Castillo hace referencia a un proceso judicial iniciado el 4 de marzo del 2025 en contra de Pedro Castillo, ex presidente del Perú, por los presuntos delitos de rebelión, abuso de autoridad y perturbación grave de la tranquilidad pública en agravio del Estado tras su fallido autogolpe del 7 de diciembre de 2022. Castillo rechazó las acusaciones, calificándolas de parte de un complot político para desbancarle. 

## Acusación fiscal
Según la fiscalía, Pedro Castillo (presidente del Perú y Jefe Supremo de las Fuerzas Armadas), Betssy Chávez (premier) y Aníbal Torres (asesor de la Presidencia del Consejo de Ministros (PCM)) se reunieron en el Despacho Presidencial del Palacio de Gobierno el 6 de diciembre de 2022 para coordinar el autogolpe a darse al día siguiente, siendo Torres el encargado de redactar el mensaje a la Nación a leerse según un archivo de nombre "mensaje.doc" creado a las 10:52 p. m. de aquel día. Además, Castillo, en dicho día, solicitó a través de Emilio Bobbio (ministro de defensa) la renuncia de Walter Córdova (comandante general del Ejército) para reemplazarlo con alguien afín a él.
Para el 7 de diciembre, Castillo se reunió con Córdova y Bobbio, ordenándole a Córdova que renuncie a su cargo, según testimonios. Posteriormente, Castillo, Chávez y Torres se reunieron nuevamente para poner en marcha el plan coordinado el día anterior, siendo Chávez la encargada de convocar a los periodistas para la transmisión del mensaje a la Nación razón por la cual la premier ordenó al secretario general del ministerio de cultura que se comunique con el presidente de IRTP para que envíe periodistas a la PCM para la transmisión de una supuesta conferencia suya. Además, Castillo, Willy Huerta (ministro del interior) y Chávez realizaron las disposiciones para que los efectivos policiales del Palacio de Gobierno hicieran pasar a los simpatizantes castillistas que se encontraban reunidos en los alrededores en una manifestación a su favor. Huerta se comunicó con el general PNP Manuel Lozada (jefe de la región policial Lima) indicándole que, por orden de Castillo, retire la reja de la Plaza de Armas para que ingresaran los simpatizantes castillistas. Lozada, entonces, aceptando el pedido de Castillo, traslada la orden para que se retire las rejas, sin embargo, se le comunicó que no era posible el retiro de las rejas ya que aquello iba en contra del Plan Operativo desarrollado. Chávez, por su parte, convocó a los ministros al PCM para que respalden al presidente en su decisión.
Alrededor de las 11:40 de la mañana, Castillo leyó el mensaje a la Nación disolviendo el congreso, interviniendo diversas instituciones, convocando a un congreso con facultades constituyentes y estableciendo un toque de queda. Al culminar el mensaje, Castillo se abrazó con Chávez y Torres. Luego, Chávez se dirigió a elaborar el decreto supremo correspondiente para consolidar el autogolpe. Por su parte, Huerta llamó a Raúl Alfaro (comandante general de la PNP) pasándole con Castillo, quien le ordenó que cierre el congreso, que no permita que nadie ingrese a dichas instalaciones y saque a los que se encontraban dentro además de que intervenga a la fiscal de la Nación (Patricia Benavides) y envíe resguardo policial a los domicilios de sus padres, de Chávez y de Torres. Luego, Huerta, por orden de Castillo, dispuso que Lozada impida el ingreso de congresistas y civiles al recinto del congreso al igual que debía garantizar el resguardo de las viviendas de los padres de Castillo, Chávez y Torres. Ante ello, el comandante PNP Jesús Venero (jefe operativo de la Unidad de Servicios Especiales) ordenó al personal bajo su mando que cumpla lo dispuesto por Lozada con respecto al impedimento del ingreso al congreso. El encargado de realizar la orden fue el teniente PNP Eder Infanzón (oficial operativo de la Unidad de Servicios Especiales), quien impidió el ingreso de las congresistas Adriana Tudela y Vivian Olivos. Esto originó un altercado entre el responsable de la seguridad interna del congreso e Infanzón, argumentando Infanzón que estaba cumpliendo órdenes superiores. Ante dicho escenario, las congresistas tuvieron que dirigirse a otro lugar para poder ingresar. Posteriormente, se dio la vacancia de Castillo. Tanto Chávez como Castillo y Torres intentaron asilarse en la embajada de México. Finalmente, se arrestó a Castillo al estar en flagrancia.
Los acusados son, además de Castillo, Chávez y Torres: Willy Huerta, Manuel Lozada, Jesús Venero y Eder Infanzón. Se solicitó 34 años de prisión para Castillo; 25 años para Chávez, Huerta, Lozada, Venero e Infanzón; y 15 para Torres. Además, se solicitó el pago de una reparación civil de más de 65 millones de soles.

## Acontecimientos

### 4 de marzo de 2025
El 4 de marzo de 2025 dio inicio al juicio oral a las 9 de la mañana. Castillo, a través de su cuenta en X, publicó un comunicado en donde rechazaba el juicio calificándolo de "farsa", prescindía de su abogado Luis Medrano Girón, nombraba como su defensor a Íber Maraví y se declaraba en insurgencia manifestando que no iba a obedecer las disposiciones del sistema de justicia. Aunque el juicio debía empezar a las 9, Castillo ingresó a la sala de audiencias del penal de Barbadillo a las 9:37 a. m., iniciándose el juicio instantes después. Cuando se acreditaba, Castillo manifestó que no contaba con defensa (prescindiendo de Maraví) y se negó a aceptar abogados de la defensa pública calificando todo como una "pantomima". Ante ello, el tribunal asignó un abogado a Castillo, que rechazó aduciendo ante la directora de audiencia, Norma Carbajal, que no era necesario, además, Castillo señaló que Carbajal no era idónea para juzgarlo. Luego, Castillo le mencionó al presidente del tribunal, José Neyra Flores, que los delitos imputados eran "ilegales". Neyra le respondió que la audiencia debía continuar y que todo acusado debía contar con un abogado además de señalarle que sus intervenciones "no pueden ser políticas". Sobre las acusaciones de ser un juicio politizado, Neyra señaló a Castillo que estaban en "un juicio penal, no estamos haciendo un juicio político. Merecemos respeto, la justicia merece respeto". Finalmente, se asignó la defensa pública a Castillo siendo Edgar Callahualpa Quispe. Posteriormente, la fiscal Galinka Meza presentó los alegatos de la acusación, detallando que el juicio "no tiene precedentes en la historia del Perú".
Se reportó la presencia de simpatizantes castillistas con pancartas pidiendo la liberación de Castillo además, se informó, que intentaron agredir a Aníbal Torres atacando con palos su vehículo a la par que le arrojaban arena y botellas de agua al grito de "traidor", esto debido a que anteriormente Torres había declarado que no tenía conocimiento de lo que iba a hacer Castillo. Además, se registraron disturbios realizados por simpatizantes castillistas.
Se anunció que la siguiente audiencia se llevaría a cabo el 6 de marzo, con los alegatos de apertura de las defensas de Castillo, Chávez y demás acusados.

### 6 de marzo de 2025
El 6 de marzo, se inició la segunda sesión del juicio. Castillo rechazó nuevamente la defensa pública, anunció una rifa para pagar la reparación civil, inició una discusión con el juez Neyra declarando que estaba en "contra de mi voluntad" e intentó retirarse de la audiencia. Después de presentarse los alegatos de las defensas, los acusados rechazaron la imputación fiscal. En el transcurso de la audiencia, se captó a Chávez realizando una videollamada a través del celular de uno de sus abogados. Esta acción meritó que se le haga un llamado de atención y se le pida que corte la llamada. Además, previamente, se reportó que los familiares de Castillo contrataron un abogado para el ex presidente, que rechazó.
Se detalló que la siguiente audiencia se iba a realizar el 11 de marzo, en donde se iba a presentar seis personas, como testigos, siendo algunos el exministro Bobbio, el comandante general Córdova, el ex jefe del Comando Conjunto de las Fuerzas Armadas Manuel Gómez de la Torre y el ex comandante de la Marina Alberto Alcalá.

### Declaración de huelga de hambre
El 10 de marzo, Castillo, a través de X, anunció una huelga de hambre en un comunicado firmado por el abogado Walter Ayala y él. El INPE comunicó que se iba a abrir un proceso administrativo disciplinario contra Castillo informando que no consumir alimentos como acto de protesta era una falta disciplinaria grave por lo que Castillo iba a ser sometido a sanciones como el aislamiento en el penal de Barbadillo y la suspensión de las visitas, además el INPE reportó que Castillo fue evaluado por el área de salud del penal determinándose que se encontraba estable. Mientras tanto, la Segunda Fiscalía Provincial Penal Corporativa de Santa Anita, a cargo de la fiscal Verónica Vásquez Plaza, dispuso el inicio de acciones de prevención del delito para verificar la integridad física de Castillo. Mediante un comunicado, el despacho fiscal detalló que se apersonaron en el penal tras recibir comunicación del médico Jhon Lozano Asenjo, jefe del área de salud del penal, y por la información remitida vía correo electrónico por parte del personal del INPE que detalló que Castillo se negó a recibir alimentos.

### 11 de marzo de 2025
El abogado de Castillo, Callahualpa Quispe, renunció a la defensa de Castillo debido a la "pérdida de confianza" y "falta de respeto" por parte de Castillo indicando, además, que no existía colaboración por parte del acusado y que Castillo le acusó de grabarlo sin consentimiento. El abogado público Ricardo Johnny Hernández Medina asumió su defensa. Castillo, antes de presentarse al juicio oral, pasó por un médico legista constatándose que aunque se encontraba estable sufría una ligera deshidratación. Al ingresar, Castillo manifestó que estaba "injustamente preso por no someterme a los grupos de poder y no firmar su hoja de ruta", además, cuando la jueza Carbajal le preguntó al abogado Hernández si había conferenciado con Castillo, Castillo la calificó como la "Herodías de esta sala".
Posteriormente, declaró Bobbio. Previamente, Bobbio había declarado que "deben darle 3 o 4 años de cárcel por estúpido, pero no por haber hecho un golpe de Estado". Además, declaró que, aunque estaba presente cuando Castillo leía el mensaje a la Nación, no intervino porque "yo dejo que cada quien se suicide solo". La jueza Carbajal preguntó si los acusados iban a declarar en el juicio. Ante ello, Castillo declaró que rechazaba el juicio, Chávez que guardaría silencio por el momento, Huerta que iba a dar su declaración y Torres que se reservaba a declarar "en otro estadio del proceso". Tras un receso, hizo entrada Bobbio, quien declaró que él pensaba que el mensaje a la Nación que Castillo realizó era un mensaje de conciliación, pero al ver a Castillo temblando entendió que era otro tipo de mensaje. Se estableció que la siguiente audiencia iba a realizar el jueves 13.

### 13 de marzo de 2025
El 13 de marzo, se llevó a cabo la siguiente audiencia. Se informó que Castillo sufrió una descompensación, siendo evacuado a un hospital. Betssy Chávez, por su parte, se presentó con lesiones en el rostro, hombro, brazo y pierna derecha, que, según el médico legista, había sido "ocasionado por un objeto o agente contundente duro" ocasionado durante su traslado en la ambulancia. Además, se denunció presuntas amenazas de un policía custodio de dispararla si intentaba huir. Aunque el abogado de Chávez, Raúl Noblecilla, declarara que Chávez había sufrido tortura, esto fue desmentido por Chávez que refirió que las lesiones fueron producto de una caída durante su traslado dentro de la ambulancia.
Se presentó en el juicio el general en retiro Vicente Álvarez Moreno, jefe del Estado Mayor y Comandante General encargado de la PNP, quien declaró que Castillo dio órdenes a la policía. Según Álvarez, él escuchó la llamada que recibió el general Alfaro en la que el referido general "dice ‘señor presidente, sí, que cierre el Congreso, ¿pero por qué motivo?, que detenga a la fiscal de la Nación, ¿pero por qué motivo? ¿Cuál es la causa?’", aunque no se llegó a materializar las órdenes por parte de Alfaro. Detalló también que se reunió con Manuel Gómez de la Torre, jefe del Comando Conjunto de las Fuerzas Armadas, en la que se quedó en no seguir las órdenes dadas por Castillo y permanecer en lo dictado por la constitución. También relató sobre la orden de Huerta de abrir las rejas para permitir la entrada de simpatizantes castillistas. Además, relató los acontecimientos que se dieron durante la detención de Castillo. El coacusado Lozada prestó declaración en el juicio en la que señaló que recibió la orden de Huerta de abrir las rejas, pero que se negó a cumplirla debido a los riesgos que se podrían presentar. Además, declaró que estuvo enterado de incidentes presentados en el congreso sobre la negación de entrada de algunos parlamentarios (negando que hubiera dado la orden de impedir la entrada de los mismos al recinto congresal) y que recibió la orden de resguardar los domicilios pero que, ante ello, respondió que no conocía la ubicación.

### 14 de marzo de 2025
Se informó que Castillo levantó la huelga de hambre el día anterior, 13, informándose que se le había dado de alta, estaba siguiendo una dieta blanda, no presentaba deshidratación y se encontraba estable aunque convaleciente por lo que solicitó ausentarse de la audiencia "al encontrarse en cama". Previamente, antes del inicio de la audiencia, Castillo agradeció en X el mensaje de apoyo dado por el músico Roger Waters, en el que manifestaba que se encontraba preocupado por el estado de salud de Castillo al haber entrado en huelga de hambre. Además, se reportó que Castillo fue trasladado del hospital al penal de Barbadillo.
En el juicio se presentó Eduardo Guerrero Castillo, ex secretario de comunicaciones de Palacio de Gobierno. Guerrero manifestó desconocer la existencia del mensaje a la Nación para el 6 de diciembre además de desconocer quién autorizó la entrada a Palacio del equipo de prensa que transmitió el mensaje y que aquel 7 de diciembre "nadie del equipo de comunicaciones sabía que iba a haber ese mensaje". También declaró Roberto Wong (director de prensa de IRTP), quien declaró que recibió una llamada de Fernando Aliaga (presidente del directorio de IRTP), quien le pidió que se encargue de "una transmisión que iba a hacer la PCM" ya que "Chávez iba a dar una conferencia de prensa, un pronunciamiento, y que me apersone a Palacio y que mande un equipo de transmisión para poder hacer esta cobertura especial". Wong señaló que no llegó a tiempo a Palacio y no le dejaron entrar cuando se estaba transmitiendo el mensaje aunque luego la periodista Cinthya Malpartida le comenta al respecto manifestando Wong que "inmediatamente que ella sale, estaba muy nerviosa, igual que el camarógrafo, no me da muchos detalles respecto a las personas que estaban ahí. Me habla de Betssy Chávez, Aníbal Torres, de Bobbio, de Willy Huerta, eso es lo que me dijo, pero fue una cosa de boca, rápido". Wong mencionó que, tras culminar el mensaje, Chávez acompañó al equipo de prensa a la puerta de Palacio donde se encontró con él y "me agradece por la transmisión y yo le digo '¿Puede darnos una declaración sobre lo ocurrido?' y [Chávez] me dice que no porque se iba a firmar un decreto supremo". También rindieron declaración Aliaga y Nelly Torres, ex directora de noticias de TV Perú.
Luego, Castillo negó haber levantado su huelga, a pesar de haber consumido alimento, mediante una publicación en su cuenta en X. Sin embargo, el INPE lanzó un comunicado en donde informó que Castillo recibía sus alimentos con normalidad desde el día 13 de marzo.

## Impacto social y reacciones

### Reacciones
El juicio contra Pedro Castillo ha generado pronunciamientos de diversas figuras públicas. El presidente de Colombia, Gustavo Petro, declaró en redes sociales: «Este juicio a un presidente de la República es por ser pobre y de izquierda. Un insulto a la convención americana sobre derechos humanos y un insulto a la democracia. La voluntad popular que lo eligió presidente fue simplemente burlada». Vladimir Cerrón, líder de Perú Libre, respaldó la postura de Castillo en redes sociales: «La solución es política, no jurídica. La táctica es acertada, solo si hay hombres que la encarnen». Roger Waters, cofundador de Pink Floyd, a través de un video en redes sociales dijo a Castillo: «Estoy preocupado por ti».
En junio de 2025, Suiza calificó el juicio a Pedro Castillo como un «delito político» y se negó a colaborar con la justicia peruana en el caso.

### Estrategias legales y debate jurídico
Castillo, sus abogados y sectores de la izquierda peruana denuncian que el juicio en su contra forma parte de una estrategia de lawfare —el uso instrumental del sistema judicial con fines políticos—, un fenómeno que, según Eugenio Zaffaroni, exjuez de la Corte Interamericana de Derechos Humanos, también se ha aplicado contra líderes latinoamericanos como Lula da Silva en Brasil y Evo Morales en Bolivia. Argumentan que la vacancia presidencial de 2022 fue inconstitucional, ya que el Congreso solo obtuvo 101 votos, tres menos de los 104 requeridos por su propio reglamento para aplicar el artículo correspondiente,  y sostienen que el actual proceso penal busca encubrir dicha irregularidad. Por otra parte, los opositores a Castillo argumentan que Castillo no tenía el poder para disolver el congreso debido a que la disolución procedía solamente si se le negaban dos mociones de confianza como se especificaba en la constitución, cosa que no sucedió. De esta forma, el juicio a Castillo no era una persecución sino un «acto de justicia». El congreso, por su parte, argumentó que Castillo disolvió e impidió el funcionamiento del congreso de forma inconstitucional intentando «usurpar funciones públicas, impedir el funcionamiento de los poderes del Estado, y violentar el orden establecido por la Constitución política» por lo que se procedió a votar la resolución legislativa que aprobó la vacancia a Castillo sustentándose en el inciso 2 del artículo 113 (vacancia por incapacidad moral permanente), concordante con el artículo 117 (causales de acusación al presidente), además de apelarse al artículo 46 (sobre la no obediencia a quien usurpa el cargo presidencial). Sobre los 104 votos, dicha entidad argumentó que según el artículo 89-A inciso C del reglamento del congreso, se necesita 104 votos para adelantar de forma inmediata la vacancia después de ser admitida y que no era la cantidad de votos requeridos para vacar a un presidente.
En el plano procesal, Castillo adoptó una estrategia de rechazo a la legitimidad del tribunal.  Durante la audiencia inaugural (4 de marzo de 2025), prescindió de sus abogados y declaró el juicio una «pantomima»,  lo que fue interpretado por fiscales como un intento de dilación.  Su exabogado Benji Espinoza explicó que esta postura buscaba cuestionar la imparcialidad del proceso ante instancias internacionales: «[Es] una defensa disruptiva [...] para poder plantear que el juicio es ilegítimo […]. La decisión de condena[rle] está tomada [de antemano]».
El 10 de marzo, Castillo inició una huelga de hambre denunciando «persecución política», medida que el jurista Andy Carrión consideró un intento de «politizar el proceso». Analistas como Aldo Mariátegui compararon su estrategia con la de Alberto Fujimori en 2009: «Castillo apela a su base política para galvanizar apoyo. Es una táctica válida cuando el marco legal está en contra».  En contraste, el abogado penalista César Nakasaki (abogado defensor de Fujimori en 2008) argumentó la inexistencia del delito de rebelión y la inocencia de Castillo: «No hubo alzamiento armado. La excusa absolutoria aplica si el acusado abandona el acto, como intentar asilarse».

### Sobre la jueza Norma Carbajal
Durante la instalación del juicio oral, Castillo declaró que recusó a la jueza Carbajal, a través de un abogado, porque, a su criterio, Carbajal había adelantado opinión sobre su detención preliminar. Ante ello, Carbajal manifestó que «el tema de recusación ya ha sido resuelto». El juez Neyra manifestó que «el tema de la recusación ya ha sido resuelto, en el sentido que seguramente sus abogados le han comunicado... en los casos que algún juez haya conocido incidentes de alguna persona que después tenga que haber un juicio... como no se resuelve sobre el fondo del caso, sobre si son culpables o inocentes, las personas solamente son articulaciones de una investigación preparatoria, entonces es infundada la recusación. O sea, no es un tema personal, la jurisprudencia es uniforme».
Posteriormente, tras Castillo declararse en huelga de hambre, su abogado Ayala manifestó que se interpuso un habeas corpus contra Carbajal debido a que «adelantó opinión porque ella dice que el delito de rebelión es alzarse en armas sin armas. O sea, para ella existe un alzamiento de armas psicológico», además de buscar, mediante dicho recurso, anular el juicio. El habeas corpus fue admitido a trámite en marzo de 2025 por el Poder Judicial.
En junio, el Poder Judicial rechazó el habeas corpus declarándolo improcedente. Según argumentó el Poder Judicial, la participación de Carbajal en apelaciones previas no comprometía su imparcialidad debido a que éstas estaban limitadas a revisar aspectos procesales como la legalidad de la detención preliminar mas no la responsabilidad penal de Castillo por lo que dichas situaciones previas eran «diferentes a las que son debatidas en el acto de inicio del juicio oral».

### Polarización
El juicio ha reavivado protestas en regiones rurales del Perú. La Coordinadora Nacional de Derechos Humanos reportó 15 marchas entre marzo y abril de 2025 exigiendo la liberación de Castillo, con enfrentamientos menores en Ayacucho y Cajamarca. Encuestas de IEP (marzo de 2023) muestran una sociedad dividida: 60% considera que Castillo debería estar en libertad, 34% en prisión, y 6% no opina.